# Prassitele
Prassitele (in greco antico: Πραξιτέλης?, Praxitélēs; Atene, 400/395 a.C. – 326 a.C.) è stato uno scultore greco antico vissuto nell'età classica e attivo dal 375 a.C. alla sua morte. Viene considerato uno dei grandi maestri della scultura greca del IV secolo a.C. insieme a Skopas e Lisippo.
Le fonti più antiche relative a Prassitele sono di età ellenistica. Esse riferiscono di opere variamente diffuse nel territorio greco e in Asia Minore. Benché lavorasse anche il bronzo, egli era conosciuto soprattutto per i suoi lavori in marmo (Plinio, Nat. hist., XXXIV, 69) che il pittore Nicia trattava per lui con cere colorate le quali creavano una particolare patina lucente detta gànosis (Nat. hist., XXXV, 133). Gli sono stati attribuiti almeno ventisette tipi scultorei in uso in epoca romana, il più ammirato dei quali fu l'Afrodite di Cnido.

## Contesto storico
Prassitele visse ad Atene in un'epoca caratterizzata da una vera e propria crisi, sia del modello della polis sia per quanto riguarda l'identità della popolazione ateniese. Questa cominciò a percepire il mondo in una dimensione più isolata rispetto al periodo classico di Pericle, quando la vittoria contro i Persiani, nel 480 a.C. a Salamina, aveva determinato un sentimento di superiorità capace di coinvolgere gran parte della civiltà greca. Il mutamento causato dalle guerre peloponnesiache diede origine ad una nuova interpretazione della realtà.

## Biografia
Scultore ateniese, probabilmente figlio di Cefisodoto il Vecchio ebbe a sua volta due figli entrambi scultori, Cefisodoto il Giovane e Timarco. Plinio (Nat. hist., XXXIV, 50) riferisce che la sua arte fiorì negli anni intorno al 364-361 a.C. L'elenco delle sue opere attestate dalle fonti letterarie è superiore alle possibilità consentite dalla vita di un solo uomo, occorre quindi immaginare l'esistenza di un'officina ad Atene dotata di numerosi collaboratori, ereditata dal padre già entrato a far parte di importanti ambiti sociali. Se l'esegesi delle iscrizioni sulla base in calcare che doveva reggere la colonna di acanto dedicata a Delfi dagli ateniesi nel 375 a.C. recante la firma di Prassitele è corretta, l'opera sarebbe tra le prime importanti commissioni affidate a Prassitele all'interno dell'officina di Cefisodoto I; l'attribuzione tuttavia non è concorde. La data indicativa per la morte dello scultore invece si deduce dai numerosi documenti epigrafici che attestano il pagamento da parte di Cefisodoto II di ingenti liturgie navali, i quali starebbero ad indicare l'avvenuto passaggio di proprietà dell'eredità di famiglia.

## Opere, copie e attribuzioni

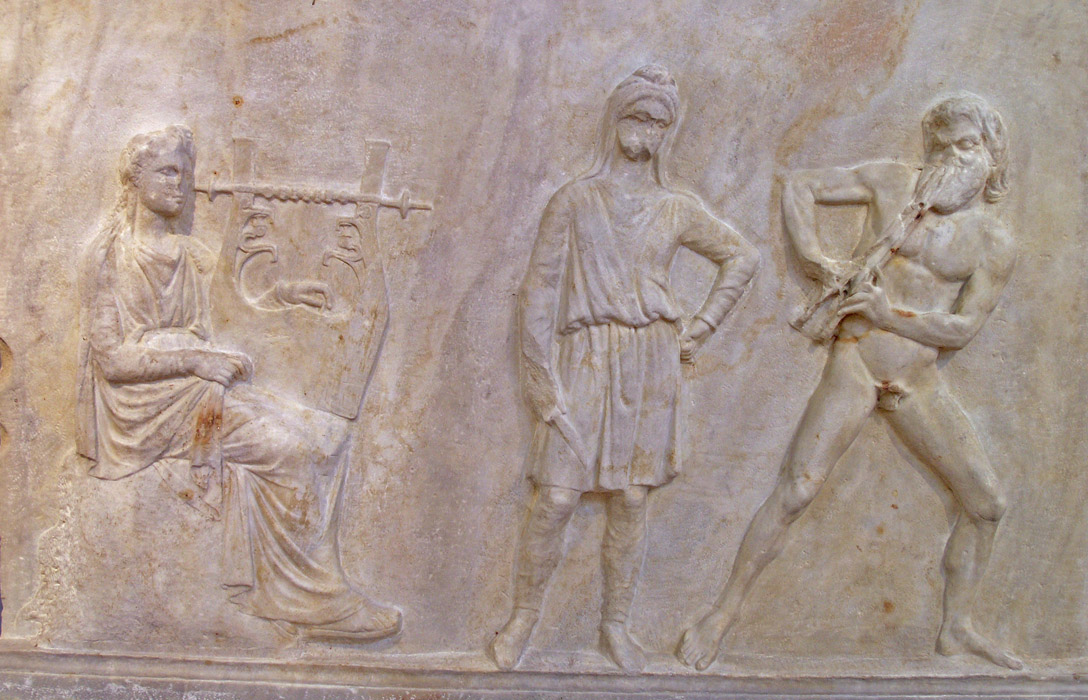
Base da Mantinea, lastra marmorea con Apollo e Marsia. Atene, Museo archeologico nazionale 215

Pochi sono i reperti scultorei originali datati al IV secolo a.C. e collegati alla bottega di Prassitele. Il cosiddetto Efebo di Maratona, statua in bronzo di giovane atleta, è datato al 340-330 a.C. circa (Atene, Museo archeologico nazionale 15118); le teste Leconfield a Petworth (forse collegabile al tipo della Afrodite di Alessandria al Latmo in Caria) e Aberdeen a Londra (British Museum, Sculpture 1600), sono datate a partire dalla fine del IV secolo a.C. Attribuibile alla bottega di Prassitele si ritiene anche la testa di Eubuleo (Atene, Museo archeologico nazionale 181), datata al 330-320 a.C. circa, della quale si conoscono numerose copie; l'opera di Atene è stata trovata nei pressi della Grotta di Eubuleo a Eleusi nel 1885, apparteneva forse ad una statua completa perduta e presenta segni di rilavorazione. I tre pannelli marmorei trovati a Mantinea nel 1887, reimpiegati nella pavimentazione di una chiesa bizantina, ora al Museo archeologico nazionale di Atene (nn. inv. 215-217), sono collegati a Prassitele tramite l'attribuzione a quest'ultimo, da parte di Pausania (VIII, 9.1), di una triade apollinea per il tempio di Leto a Mantinea, con base decorata a rilievo. I pannelli datati alla metà del IV secolo a.C. vengono considerati opera di bottega.

### Satiro versante
È ritenuta una delle prime opere di Prassitele; l'originale era in bronzo e ne esistono diverse copie di età romana. A descrivere l'opera è Pausania che riferisce di averlo visto sulla via dei Tripodi ad Atene e che lo lega cronologicamente, tramite un aneddoto, all'Eros di Tespie (Paus., I, 20.1), così chiamato dalla città di Thespies in Beozia, patria di Frine, ricordata in letteratura come amante di Prassitele.

### Eroti

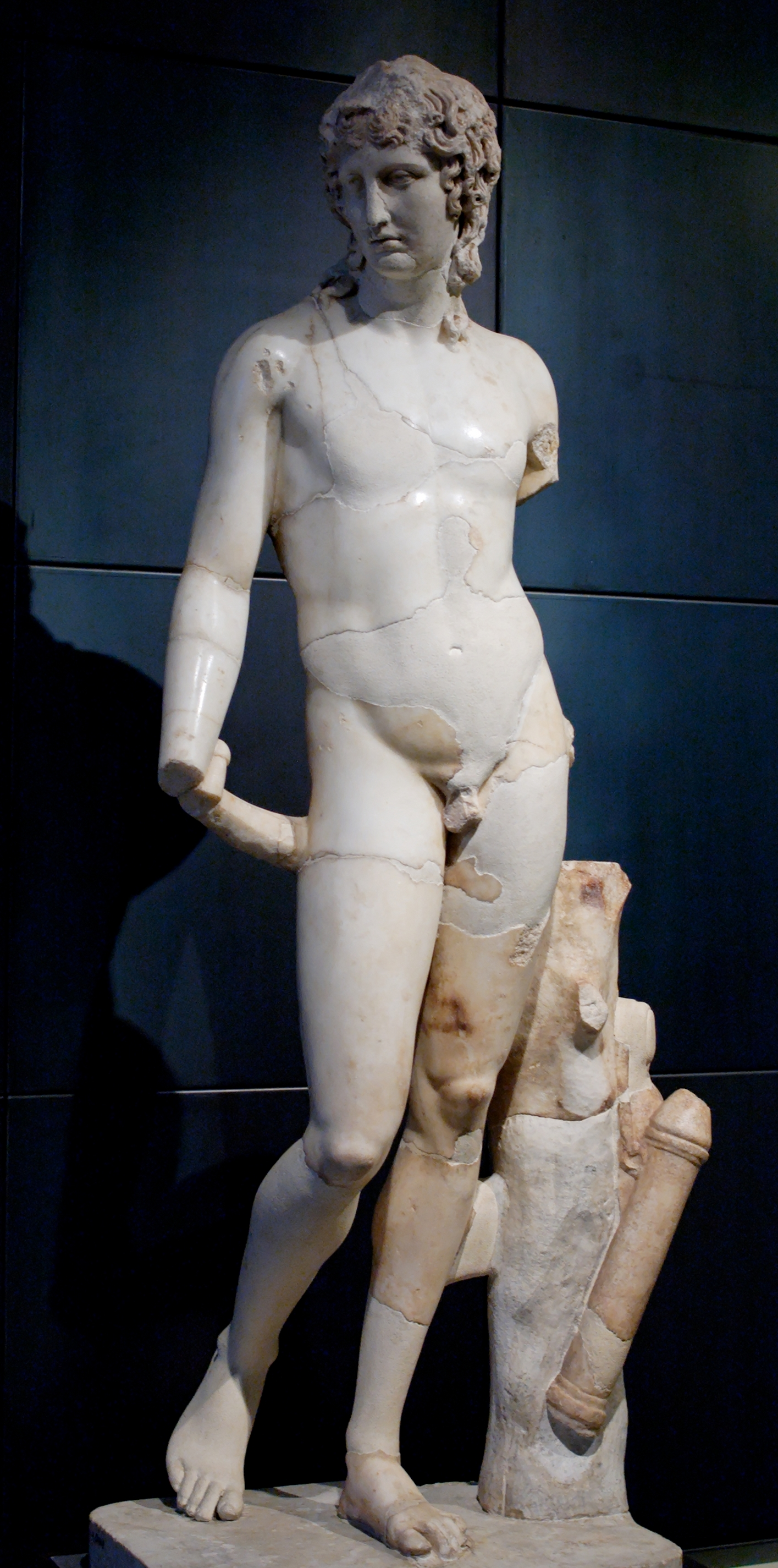
Statua di Eros o Thanatos, copia di età antonina. Roma, Musei Capitolini S 1092

Stando alle fonti letterarie l'Eros marmoreo condotto da Frine a Tespie (Paus., I, 20.1) andò distrutto in un incendio a Roma e fu sostituito a Tespie dalla copia eseguita dallo scultore ateniese Menodoros (Paus., IX, 27.3); Adolf Furtwängler riconobbe il tipo dell'Eros di Tespie nella copia romana di Centocelle (Roma, Musei Capitolini 1092). Un secondo Eros in marmo dedicato a Pario, di cui narra Plinio (Nat. hist., XXXVI, 22), è stato riprodotto sul verso delle monete del luogo in età romana e l'immagine numismatica è stata collegata con l'Eros Borghese del Louvre (n.inv. MR 140).

### Afrodite di Cnido
Questo tipo scultoreo deriva dalla statua di culto eretta presso il tempio di Afrodite Euploia a Cnido. Il collegamento tra l'originale descritto in letteratura e le numerose copie riconosciute venne effettuato sulla scorta di riproduzioni monetali cnidie di epoca romana. Seguendo Plinio (Nat. hist., XXXVI, 20) due statue in marmo di Afrodite erano state scolpite da Prassitele e offerte per lo stesso prezzo agli abitanti di Coo che scelsero di acquistare l'Afrodite vestita, mentre quella priva di vesti fu acquistata dagli abitanti di Cnido. Da questo racconto ci giunge l'immagine (non l'unica) di una officina in cui i lavori venivano condotti non esclusivamente su ordinazione; si deduce inoltre l'aspetto innovativo della statua acquistata dagli Cnidi: il nudo integrale nella rappresentazione di una divinità femminile in dimensioni più grandi del vero è una innovazione prassitelica e così la creazione di una sorta di narrazione ai fini di un maggiore coinvolgimento da parte dell'osservatore. Attraverso elementi incorporati nella struttura della statua, in questo caso la veste e l'hydria, Prassitele introduce aspetti narrativi che dovevano essere posti in relazione al culto della dea e ai rituali ed esso connessi. L'opera sopravvive nelle numerose e diffuse copie, le più antiche delle quali, in dimensioni ridotte, sono datate al II secolo a.C. La replica più famosa è la Venere Colonna nei Musei Vaticani (n. inv. 812) che Hans von Steuben in un lavoro del 1989 ha descritto come copia di una rielaborazione di epoca ellenistica.

### Apollo sauroctono
Questo tipo viene attribuito a Prassitele in base ad un passo di Plinio (Nat. hist., XXXIV, 70) che si riferisce all'originale come ad un'opera bronzea. Il concetto originario dell'opera potrebbe essere collegato all'Apollo alexikakos, ossia "che allontana il male" e si tratterebbe dunque di una statua di culto.

### Hermes con Dioniso

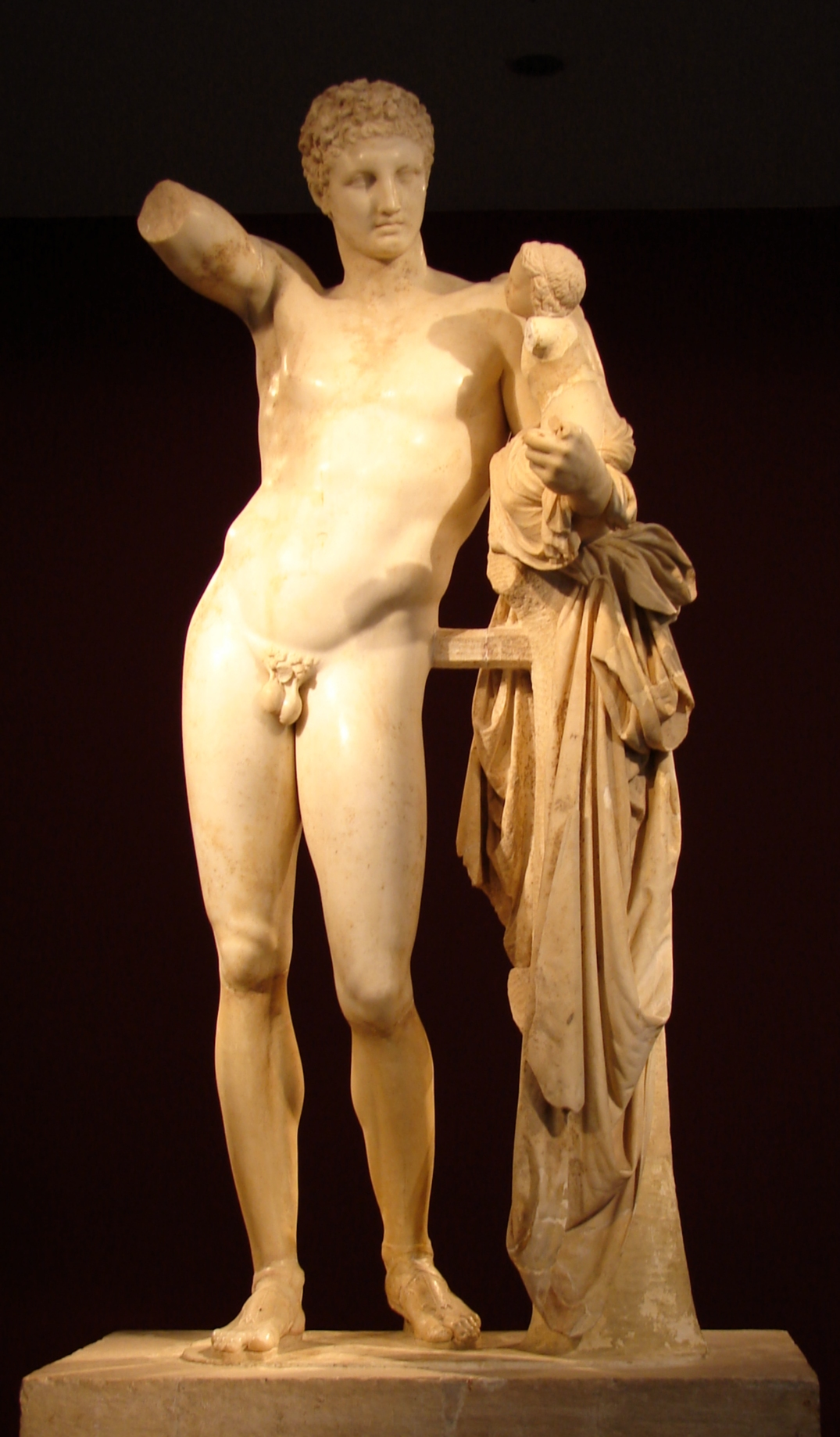
Hermes con Dioniso. Museo archeologico di Olimpia

Trovato nell'Heraion di Olimpia nel 1877, durante una campagna di scavo tedesca, fu ritenuto a lungo l'opera originale in marmo vista da Pausania nello stesso luogo 17 secoli prima (Paus., V, 17). L'unica testimonianza che collega questa scultura a Prassitele è Pausania, nessun altro autore la menziona nei propri scritti e non se ne conoscono altre copie. Il primo studioso a porre in dubbio l'originalità dell'opera fu Carl Blümel: fu evidenziato infatti come alcune parti, la schiena in particolare, presentassero tracce di rielaborazione. La scultura viene generalmente datata al 100 a.C. circa, ma non sembra siano ancora stati evidenziati dati considerati unanimemente conclusivi.

### Satiro in riposo (anapauomenos)

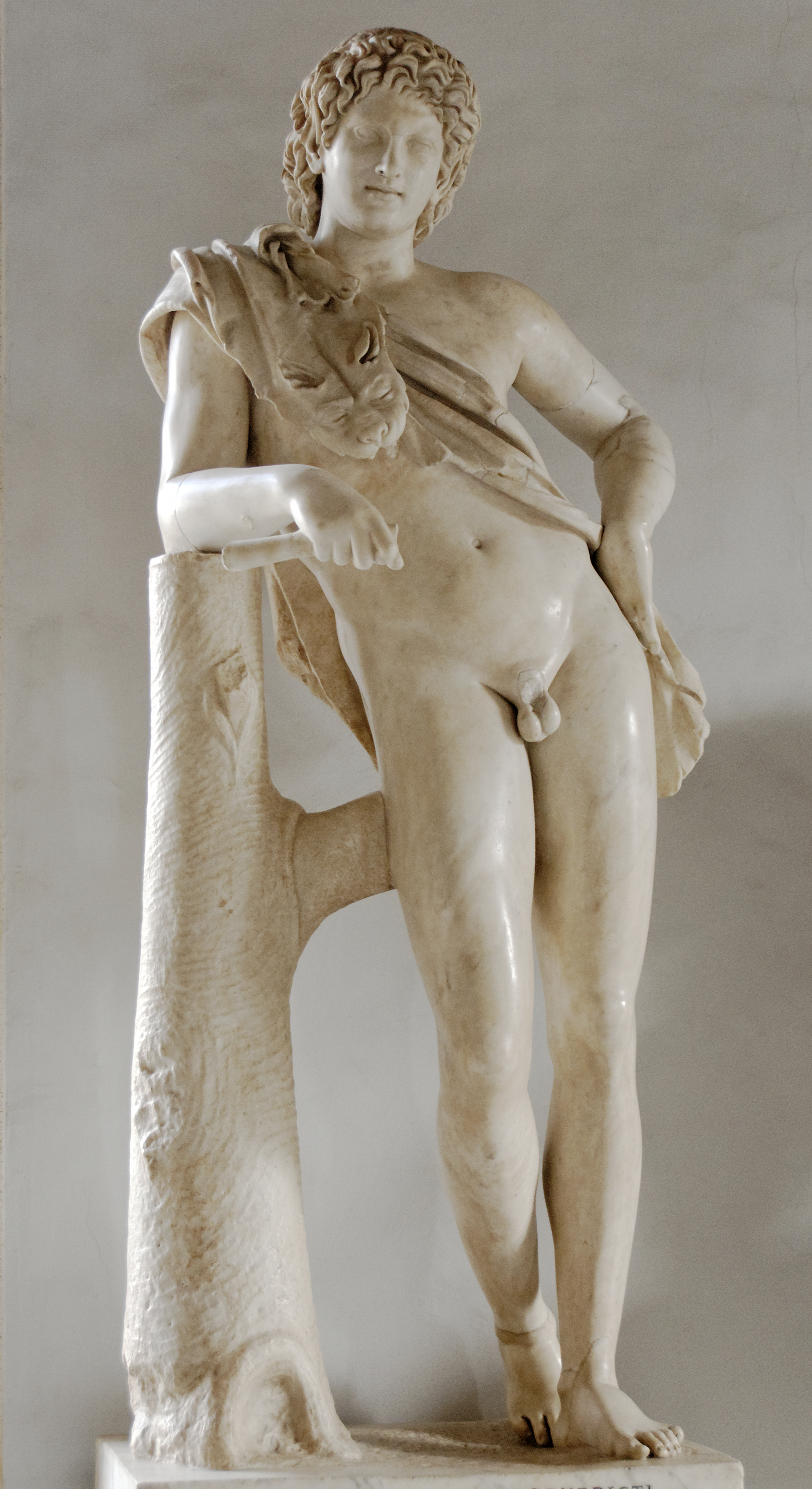
Statua di Satiro in riposo, copia di età adrianea. Roma, Musei capitolini S 739

Il tipo del Satiro in riposo (Roma, Musei Capitolini S 739), caratterizzato da una posizione particolarmente instabile e dotata di necessario supporto laterale, potrebbe corrispondere a quello che Plinio (Nat. hist., ΧΧΧΙV, 69) chiama Satiro periboetos, ossia particolarmente noto perché conosciuto attraverso un numero altissimo di riproduzioni in Italia, Grecia, nord Africa e Asia Minore. Essa è stata attribuita a Prassitele sostanzialmente per l'affinità stilistica con l'Ermes di Olimpia.

### Venere di Sinuessa

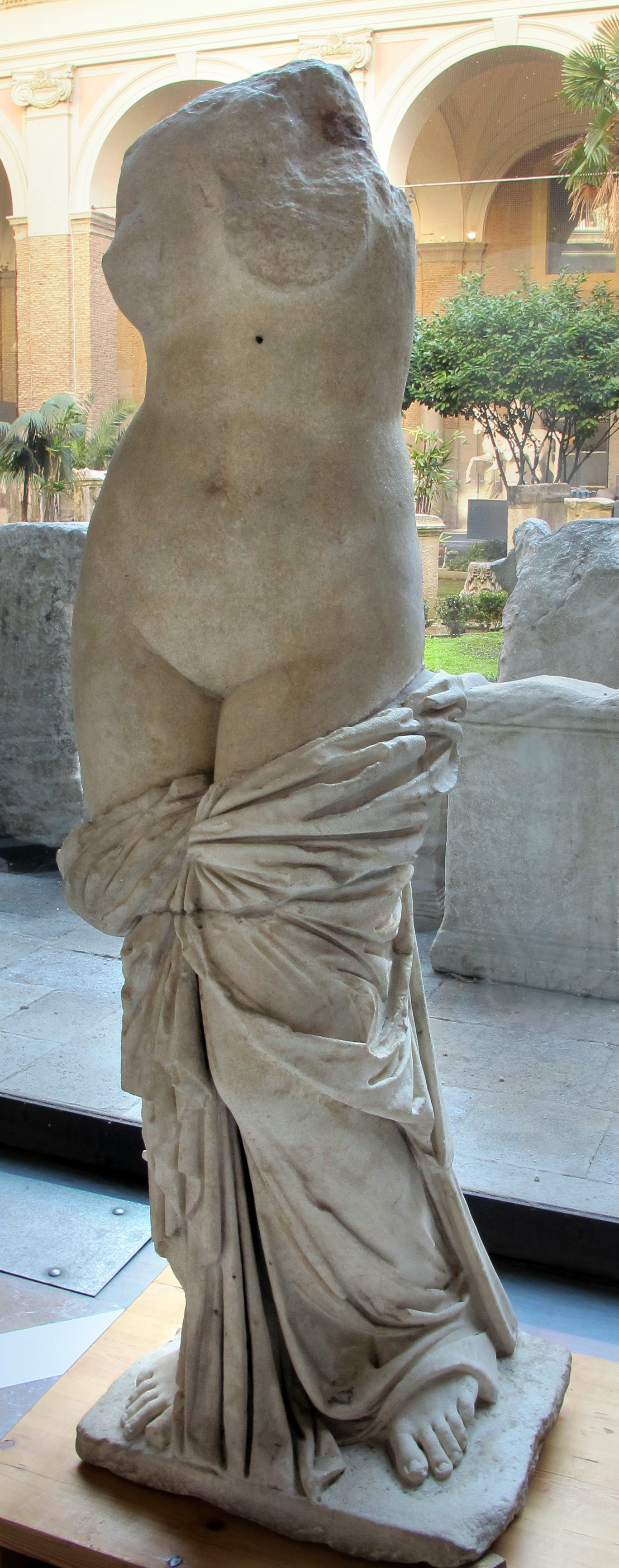
Statua di Venere di Sinuessa, ellenistica. Napoli, Museo Archeologico Nazionale di Napoli 321153

La Venere di Sinuessa (o Venere Sinuessana o, più propriamente, Afrodite di Sinuessa) è una scultura antica dell'età classica, rinvenuta nel 1911 nell'area archeologica dell'antica città di Sinuessa, nei pressi dell'attuale Mondragone (CE).
È di stile ellenistico ed è tradizionalmente attribuita allo scultore greco Prassitele o alla sua bottega, facendo così risalire la sua datazione al IV secolo a.C..
Tuttavia, il Museo archeologico nazionale di Napoli, nella quale la scultura è custodita col numero di inventario 321153, la riporta come "scultura di Afrodite, da Sinuessa, Mondragone, villa romana, marmo, II secolo a.C.".

## Stile
La peculiarità attribuite da una tradizione critica ormai secolare all'arte prassitelica vengono indicate solitamente nella dolcezza del modellato delle statue marmoree, caratterizzate da una sorta di languore, spossatezza ed abbandono. Queste caratteristiche in realtà sono proprie dell'Hermes di Olimpia e le attribuzioni a Prassitele dei tipi scultorei diffusi in epoca romana sono state effettuate in base a collegamenti stilistici con questa statua; solo in alcuni casi sono supportate dai riferimenti letterari. Tra queste attribuzioni si possono citare quasi tutte le figure maschili, gli eroti, i satiri, l'Apollo sauroctono e l'Apollo Licio o Liceo.
In queste opere il baricentro della figura si sposta su un lato, rendendo necessaria nelle opere marmoree la presenza del sostegno. Rispetto al Doriforo di Policleto (V secolo a.C.), maestro d'equilibrio, si è di fronte ad un mutamento essenziale, che caratterizza la nuova tendenza artistica; allo stesso tempo l'espansione della figura nello spazio sembra mantenersi nell'ambito della frontalità senza coinvolgere approfondimenti tridimensionali.